# جورج فيتيغ
جورج فيتيغ (بالألمانية: Georg Wittig) هو كيميائي ألماني ولد في 16 يونيو 1897 وتوفي في 26 أغسطس 1987.
هو مكتشف طريقة إنتاج الألكين من الألدهيد والكيتون.
ولد لأب رسام وأم موسيقية. بدأ في دراسة الكيمياء في سنة 1919 بجامعة توبنغن. ثم واصل دراسنة سنة 1920 في جامعة ماربورغ، وحصل على الدكتوراة في 7 مايو 1923.
في سنة 1937 عينه هرمان شتاودنغرفي معهد فرايبورغ.في سنة 1944 أصبح بوفسورا في جامعة توبنغن. في سنة 1956 أصبح مدير كلية الكيمياء في جامعة هايدلبرغ. توفي في 26 أغسطس 1987 في هايدلبرغ.
تحصل على جائزة نوبل في الكيمياء لسنة 1979.

## روابط خارجية
- جورج فيتيغ على موقع الموسوعة البريطانية (الإنجليزية)
- جورج فيتيغ على موقع مونزينجر (الألمانية)
- جورج فيتيغ على موقع إن إن دي بي (الإنجليزية)